# Rui Patrício
Rui Pedro dos Santos Patrício (Leiría, 15 de febrero de 1988), más conocido simplemente como Rui Patrício, es un futbolista profesional portugués. Juega en la posición de portero y se encuentra sin equipo.

## Trayectoria

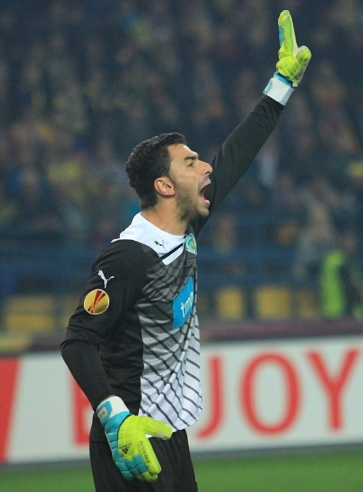
Patrício en 2012, jugando en el Sporting C. P.

### Sporting de Portugal
Rui Patrício se formó en la cantera del Sporting CP desde el año 2000. El 19 de noviembre de 2006 debutó en la Primeira Liga en una victoria por 0 a 1 ante el Marítimo. De cara a la siguiente campaña se consolidó como el guardameta titular del equipo lisboeta.
El 1 de junio de 2018 decidió poner fin a su etapa en el club lisboeta, al igual que otros compañeros. En total, disputó 467 partidos con el club verdiblanco y ganó cinco títulos.

### Wolverhampton Wanderers
El 18 de junio de 2018, después de mucha especulación sobre su futuro, los "Wolves" anunciaron su fichaje, quien se vinculó al club por 4 temporadas. Decidió utilizar el dorsal "11" como homenaje al exguardameta Carl Ikeme que tuvo que dejar el fútbol profesional debido a una leucemia. El equipo inglés pagó dieciocho millones de euros por el guardameta.

### Italia y Mundial de Clubes
Tras tres temporadas en Inglaterra, el 13 de julio de 2021 fichó por la A. S. Roma a cambio de once millones y medio de euros, firmando un contrato por tres años. Pasado ese tiempo se unió al Atalanta B. C., con el que compitió durante la campaña 2024-25 antes de incorporarse al Al-Ain F. C. emiratí para la Copa Mundial de Clubes de la FIFA 2025. Disputó dos partidos en el torneo y quedó libre tras la finalización del mismo.

## Selección nacional
El 29 de enero de 2008 fue convocado por primera vez a la selección de fútbol de Portugal, para un amistoso con Italia que no jugó. Ese año fue convocado a la Eurocopa de Austria y Suiza, donde no disputó ninguno de los partidos. El 17 de noviembre de 2010, debutó con la selección, en un partido amistoso con España. 
Fue titular en todos los encuentros de la Eurocopa de Polonia y Ucrania de 2012, en la que su selección fue eliminada por penales ante la España en la semifinal. Rui Patrício le detuvo un penal a Xabi Alonso.
Durante la Copa Mundial de Fútbol de 2014 sufrió una lesión en el muslo.
Se proclamó campeón de la Eurocopa 2016, donde su equipo venció a Francia con un tanto de Éder a los 109', en la segunda parte de la prórroga. Su actuación en la final fue muy destacada, ya que despejó tiros al arco de Antoine Griezmann, Olivier Giroud y Moussa Sissoko.
El 17 de mayo de 2018 el seleccionador Fernando Santos lo incluyó en la lista de 23 para el Mundial. Con él como guardameta titular, su selección fue eliminada en los octavos de final por Uruguay en un 2-1.
El 12 de octubre de 2021, en el encuentro de clasificación para el Mundial 2022 ante Luxemburgo, se convirtió en el séptimo jugador en alcanzar las cien internacionalidades con Portugal.

### Participaciones en la Copa del Mundo
| Mundial                        | Sede   | Resultado        |
| ------------------------------ | ------ | ---------------- |
| Copa Mundial Sub-20 de 2007    | Canadá | Octavos de final |
| Copa Mundial de Fútbol de 2014 | Brasil | Primera fase     |
| Copa Mundial de Fútbol de 2018 | Rusia  | Octavos de final |
| Copa Mundial de Fútbol de 2022 | Catar  | Cuartos de final |

### Participaciones en la Eurocopa
| Eurocopa               | Sede              | Resultado        |
| ---------------------- | ----------------- | ---------------- |
| Europeo Sub-17 de 2004 | Francia           | Tercer lugar     |
| Eurocopa 2008          | Austria y Suiza   | Cuartos de final |
| Eurocopa 2012          | Polonia y Ucrania | Semifinal        |
| Eurocopa 2016          | Francia           | Campeón          |
| Eurocopa 2020          | Europa            | Octavos de final |
| Eurocopa 2024          | Alemania          | Cuartos de final |

### Participaciones en Copa Confederaciones
| Copa                      | Sede  | Resultado    |
| ------------------------- | ----- | ------------ |
| Copa Confederaciones 2017 | Rusia | Tercer lugar |

## Estadísticas

### Clubes
Actualizado al último partido disputado el 17 de mayo de 2025.
| Sporting C. P. Portugal | 1.ª           | 2006-07       | 1   | 0   | 0  | 0  | 0   | 0   | 1   | 0   |
| Sporting C. P. Portugal | 1.ª           | 2007-08       | 20  | 20  | 6  | 4  | 8   | 5   | 34  | 29  |
| Sporting C. P. Portugal | 1.ª           | 2008-09       | 25  | 13  | 3  | 2  | 6   | 14  | 34  | 29  |
| Sporting C. P. Portugal | 1.ª           | 2009-10       | 30  | 26  | 7  | 15 | 14  | 14  | 51  | 55  |
| Sporting C. P. Portugal | 1.ª           | 2010-11       | 30  | 31  | 5  | 4  | 8   | 6   | 43  | 41  |
| Sporting C. P. Portugal | 1.ª           | 2011-12       | 28  | 24  | 6  | 4  | 13  | 13  | 47  | 41  |
| Sporting C. P. Portugal | 1.ª           | 2012-13       | 30  | 36  | 2  | 6  | 7   | 10  | 39  | 52  |
| Sporting C. P. Portugal | 1.ª           | 2013-14       | 30  | 20  | 1  | 4  | —   | —   | 31  | 24  |
| Sporting C. P. Portugal | 1.ª           | 2014-15       | 33  | 29  | 4  | 5  | 8   | 14  | 45  | 48  |
| Sporting C. P. Portugal | 1.ª           | 2015-16       | 34  | 19  | 4  | 5  | 9   | 15  | 47  | 39  |
| Sporting C. P. Portugal | 1.ª           | 2016-17       | 31  | 34  | 1  | 0  | 6   | 8   | 38  | 42  |
| Sporting C. P. Portugal | 1.ª           | 2017-18       | 34  | 24  | 8  | 6  | 14  | 18  | 56  | 48  |
| Sporting C. P. Portugal | Total club    | Total club    | 326 | 276 | 47 | 55 | 93  | 117 | 466 | 448 |
| Wolverhampton Wanderers F. C. Inglaterra | 1.ª           | 2018-19       | 37  | 46  | 0  | 0  | —   | —   | 37  | 46  |
| Wolverhampton Wanderers F. C. Inglaterra | 1.ª           | 2019-20       | 38  | 40  | 0  | 0  | 15  | 14  | 53  | 54  |
| Wolverhampton Wanderers F. C. Inglaterra | 1.ª           | 2020-21       | 37  | 51  | 0  | 0  | —   | —   | 37  | 51  |
| Wolverhampton Wanderers F. C. Inglaterra | Total club    | Total club    | 112 | 137 | 0  | 0  | 15  | 14  | 127 | 151 |
| A. S. Roma · Italia | 1.ª           | 2021-22       | 38  | 43  | 2  | 3  | 14  | 14  | 54  | 60  |
| A. S. Roma · Italia | 1.ª           | 2022-23       | 35  | 35  | 2  | 2  | 14  | 9   | 51  | 46  |
| A. S. Roma · Italia | 1.ª           | 2023-24       | 23  | 27  | 1  | 0  | 0   | 0   | 24  | 27  |
| A. S. Roma · Italia | Total club    | Total club    | 96  | 105 | 5  | 5  | 28  | 23  | 129 | 133 |
| Atalanta B. C. · Italia | 1.ª           | 2024-25       | 3   | 3   | 2  | 1  | 1   | 2   | 6   | 6   |
| Atalanta B. C. · Italia | Total club    | Total club    | 3   | 3   | 2  | 1  | 1   | 2   | 6   | 6   |
| Total carrera | Total carrera | Total carrera | 537 | 521 | 53 | 61 | 137 | 156 | 729 | 738 |
| (1) Incluye datos de Copa de Portugal, Copa de la Liga de Portugal, Supercopa de Portugal, FA Cup y Copa de la Liga de Inglaterra. (2) Incluye datos de Copa de la UEFA, Liga Europa de la UEFA, Liga de Campeones de la UEFA y Supercopa de Europa. (3) Hace referencia a goles encajados |               |               |     |     |    |    |     |     |     |     |

### Selección nacional
| Absoluta Portugal | 2010          | 1  | 0  | 0  | 0  | —  | —  | 1  | 0  |
| Absoluta Portugal | 2011          | 3  | 2  | 5  | 7  | —  | —  | 8  | 9  |
| Absoluta Portugal | 2012          | 2  | 3  | 5  | 4  | 4  | 3  | 11 | 10 |
| Absoluta Portugal | 2013          | 1  | 3  | —  | —  | 8  | 8  | 9  | 11 |
| Absoluta Portugal | 2014          | 2  | 3  | 3  | 1  | 1  | 4  | 6  | 8  |
| Absoluta Portugal | 2015          | 2  | 2  | 5  | 4  | —  | —  | 7  | 6  |
| Absoluta Portugal | 2016          | 3  | 2  | 7  | 5  | 4  | 3  | 14 | 10 |
| Absoluta Portugal | 2017          | 1  | 0  | —  | —  | 11 | 4  | 12 | 4  |
| Absoluta Portugal | 2018          | 2  | 1  | 3  | 2  | 4  | 6  | 9  | 9  |
| Absoluta Portugal | 2019          | —  | —  | 10 | 7  | —  | —  | 10 | 7  |
| Absoluta Portugal | 2020          | 2  | 0  | 4  | 3  | —  | —  | 6  | 3  |
| Absoluta Portugal | 2021          | —  | —  | 4  | 6  | —  | —  | 4  | 6  |
| Total carrera | Total carrera | 17 | 16 | 42 | 36 | 32 | 28 | 97 | 83 |
| (1) Incluye los partidos de Eurocopa, fases clasificatorias europeas y Liga de Naciones. (2) Incluye los partidos de Copa Confederaciones, Copa Mundial de Fútbol y fases clasificatorias. |               |    |    |    |    |    |    |    |    |

### Resumen estadístico
|                       | Partidos | G. R. |
| --------------------- | -------- | ----- |
| Liga                  | 439      | 414   |
| Copas nacionales      | 47       | 55    |
| Copas internacionales | 109      | 132   |
| Selección de Portugal | 97       | 83    |
| Total                 | 692      | 684   |

## Palmarés

### Campeonatos nacionales
| Título                      | Club           | País     | Año  |
| --------------------------- | -------------- | -------- | ---- |
| Copa de Portugal            | Sporting C. P. | Portugal | 2007 |
| Supercopa de Portugal       | Sporting C. P. | Portugal | 2007 |
| Copa de Portugal            | Sporting C. P. | Portugal | 2008 |
| Supercopa de Portugal       | Sporting C. P. | Portugal | 2008 |
| Copa de Portugal            | Sporting C. P. | Portugal | 2015 |
| Supercopa de Portugal       | Sporting C. P. | Portugal | 2015 |
| Copa de la Liga de Portugal | Sporting C. P. | Portugal | 2018 |

### Campeonatos internacionales
| Título                             | Equipo (*)            | País     | Año  |
| ---------------------------------- | --------------------- | -------- | ---- |
| Eurocopa                           | Selección de Portugal | Francia  | 2016 |
| Liga de Naciones de la UEFA        | Selección de Portugal | Portugal | 2019 |
| Liga Europa Conferencia de la UEFA | A. S. Roma            | Albania  | 2022 |

(*) Incluye a la selección.